# Maigret amüsiert sich
Maigret amüsiert sich (französisch Maigret s’amuse) ist ein Kriminalroman des belgischen Schriftstellers Georges Simenon. Er ist der 50. Roman einer Reihe von insgesamt 75 Romanen und 28 Erzählungen um den Kriminalkommissar Maigret. Der Roman entstand vom 6. bis 13. September 1956 in Cannes und wurde vom 4. Februar bis 1. März des Folgejahres in 20 Folgen der französischen Tageszeitung Le Figaro vorabgedruckt. Die Buchausgabe erschien im März 1957 beim Pariser Verlag Presses de la Cité. Die erste deutsche Übersetzung Maigret als Zuschauer von Hansjürgen Wille und Barbara Klau publizierte 1958 Kiepenheuer & Witsch. 20 Jahre später veröffentlichte der Diogenes Verlag eine Neuübersetzung von Renate Nickel unter dem Titel Maigret amüsiert sich.
Maigret ist im Sommerurlaub. Doch statt wie geplant in das Département Vendée zu reisen, verbringt er die freien Tage im heimischen Paris. Zwar hat er sich vorgenommen, dem Kommissariat fernzubleiben, doch ein aufsehenerregender Mordfall stellt seinen Vorsatz auf eine harte Probe. Als einer von zahllosen Zeitungslesern verfolgt Maigret die Bemühungen seiner Kollegen am Quais des Orfèvres, und er beginnt, sich in der ungewohnten Zuschauerrolle zu amüsieren.

## Inhalt
Auf Anraten seines Arztes nimmt Kommissar Maigret im August drei Wochen Erholungsurlaub. Als sich die geplante Reise nach Les Sables-d’Olonne zerschlägt, verbringt er die freien Tage am heimischen Boulevard Richard-Lenoir in Paris, wo er sich ohne seine Arbeit fühlt wie ein Schulschwänzer. Als die Zeitungen über einen spektakulären Mordfall im Ärztemilieu berichten, wird die professionelle Neugier des Kommissars wachgerufen. Doch der Urlauber hat seinem Arzt versprochen, nicht in die Ermittlungen eingreifen, die sein Stellvertreter Inspektor Janvier in seinem Büro am Quai des Orfèvres führt. So beschränkt er sich darauf, den Fall durch die Presse zu verfolgen, seinen langjährigen Freund Dr. Pardon über die beteiligten Ärzte auszufragen und mit Madame Maigret Spaziergänge zu den Örtlichkeiten zu unternehmen.

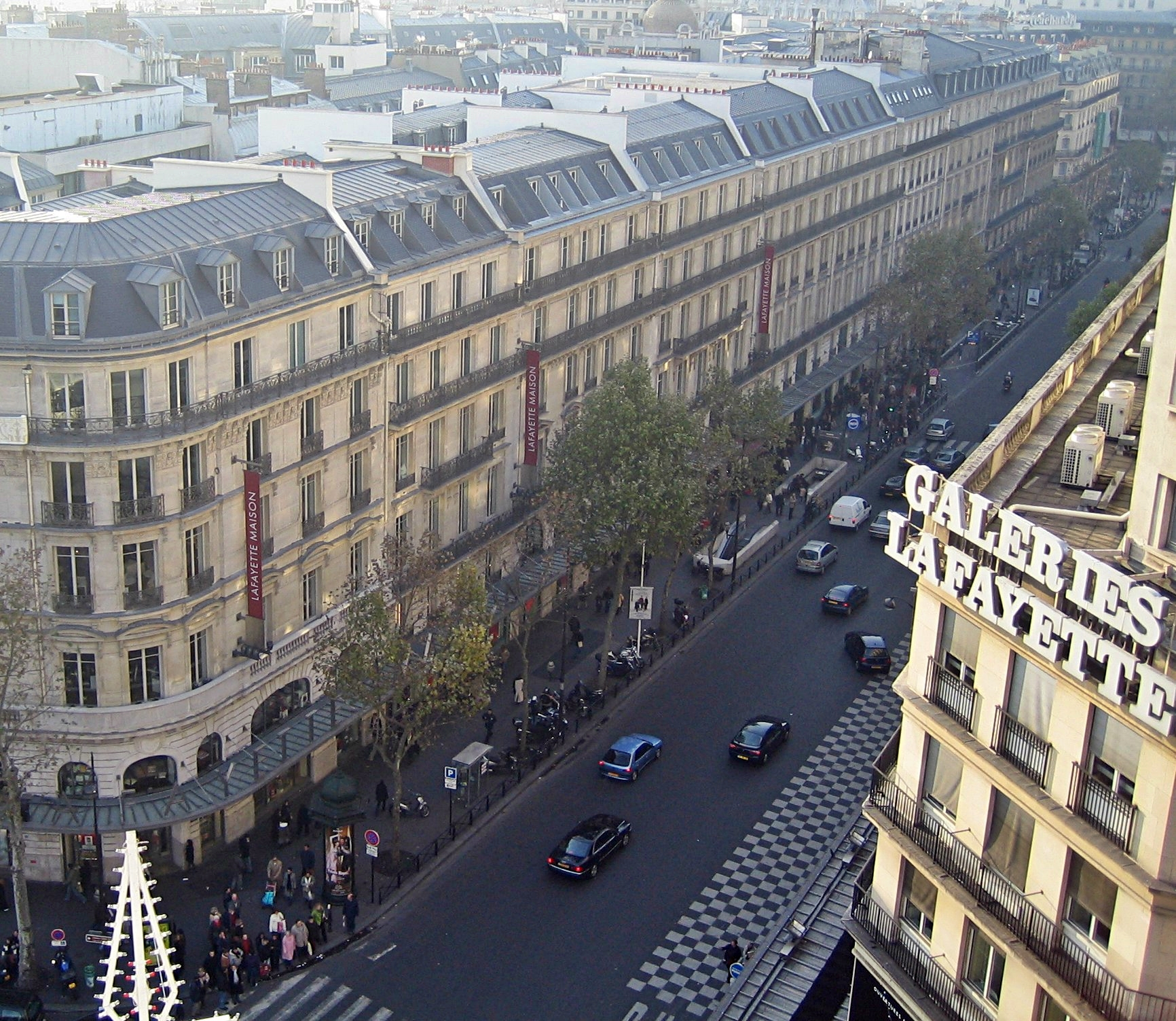
Boulevard Haussmann in Paris

Am Montagmorgen entdeckte die Haushälterin Josépha Chauvet in der Praxis von Philippe Jave, der den Sommerurlaub mit Frau, Tochter und Kindermädchen an der Côte d’Azur verbringt, eine nackte, tote Frau in einem Wandschrank. Der 45-jährige Jave führte früher ein bescheidenes Leben in Issy-les-Moulineaux, bis er vor einigen Jahren Éveline Le Guérec heiratete, die 16 Jahre jüngere Erbin einer Fischkonservenfabrik in Concarneau. Mit ihrem Vermögen konnte er sich Wohnung und Praxis am Boulevard Haussmann in Paris leisten, wo er sich auf die Behandlung besonders wohlhabender Patienten verlegte.
Die Tote stellt sich ausgerechnet als Éveline Jave heraus, die am Samstag aus unbekannten Gründen nach Paris zurückkehrte, obwohl sie vorgab, lediglich eine Freundin in Saint-Tropez zu besuchen. Die junge Frau, die seit ihrer Jugend am Adams-Stokes-Syndrom litt, starb durch eine Injektion von Digitalis, das bei ihrer Krankheit eine absolute Kontraindikation darstellt. In Verdacht gerät Javes Praxisvertretung Gilbert Négrel, dem eine Affäre mit der gleichaltrigen Éveline nachgesagt wird. Doch auch Dr. Jave folgte seiner Frau nach Paris und kehrte erst am Samstagabend mit dem Train Bleu an die Côte d’Azur zurück.
Als Inspektor Janvier nach Cannes reist, um das Kindermädchen der Javes zu befragen, kommt ans Tageslicht, dass Éveline Jave vor ihrer Abreise lange mit Dr. Négrel telefonierte. Jave hingegen will ihr nicht etwa aus Eifersucht gefolgt sein, sondern um die Abwesenheit seiner Frau seinerseits für ein Rendezvous zu nutzen. Er traf in Paris Joséphas Tochter Antoinette, mit der er bereits seit Jahren ein Verhältnis hat, wie Mutter und Tochter Chauvet bestätigen. Aus Concarneau hingegen, wohin Noël Chapuis, Négrels Rechtsanwalt und Vater seiner Verlobten Martine, den Tross der Journalisten führt, dringen Details aus dem Vorleben Évelines, die sich, seit sie von ihrer tödlichen Krankheit wusste, zahlreichen Männern an den Hals warf. Zudem gab sie derart große Summen für Schmuck aus, dass sie Jave beinahe ruinierte.
Maigret greift nur wenige Male direkt in die Ermittlungen ein: Er sendet anonyme Hinweise an die Presse und an Inspektor Janvier. Und er ruft mit verstellter Stimme das Kindermädchen Claire Jusserand an, um zu erfahren, ob Jave bereits am Vorabend von der Parisreise seiner Frau erfuhr. Dieses entscheidende Indiz spielt der Kommissar aus seinem Urlaub dem Quai zu, wo Janvier den Arzt und seine Geliebte zu einem jener ausgiebigen nächtlichen Verhöre vorgeladen hat, für die sonst Maigret berüchtigt ist. Dieser kann immerhin Martine Chapuis beruhigen, dass die Verdächtigungen gegen ihren Verlobten Négrel haltlos sind. Er klärt sie über das falsche Alibi Javes auf, der statt seine Geliebte zu besuchen in der Wohnung am Boulevard Haussmann wartete, während seine Frau in der Praxis um Négrel warb. Nachdem er sie durch eine Injektion getötet hatte, zog Jave seine Frau aus und versteckte sie in der Praxis, um den Verdacht auf seinen Vertreter zu lenken. Noch in der Nacht nimmt Janvier den Arzt fest. Maigret hingegen kann nach Abschluss des Falles endlich Urlaub machen und reist mit seiner Frau nach Morsang-sur-Seine. Tage später erreicht ihn am Ufer der Loing ein Dankesschreiben seines Inspektors.

## Interpretation
Sowohl der Titel Maigret amüsiert sich als auch die herrschende Urlaubsstimmung lässt Stanley G. Eskin den Roman dem „sonnigen“ Teil der Maigret-Serie zurechnen, in dem das Vergnügen des Kommissars im Mittelpunkt steht und das Verbrechen in den Hintergrund tritt. Detlef Richter betont besonders die „außergewöhnliche Blickrichtung auf den Fall“ im Jubiläumsband 50. Simenon lässt seinen Protagonisten den Blickwinkel eines einfachen Bürgers einnehmen, der seine Informationen aus der Presse bezieht und auf Mutmaßungen angewiesen bleibt, weil er nicht in die Ermittlung einzugreifen vermag. Für Richard Vinen verlagert sich die Handlung in den späten Romane der Reihe mehr und mehr in Maigrets Kopf, was sich bereits in den formelhaften Titeln wie Maigret regt sich auf, Maigret hat Angst, Maigret gerät in Wut und Maigret amüsiert sich zeige. Josef Quack erinnert Maigrets Zuschauerrolle dagegen an einen frühen Roman der Serie, Maigret und die Affäre Saint-Fiacre, wo der Kommissar in der Schlussszene ebenfalls passiver Beobachter des Geschehens bleibt.
Für Tom Rusch steht nicht die Kriminalpolizei und ihre Ermittlungen im Fokus von Maigret amüsiert sich. Vielmehr sei der Roman ein Porträt des Sozialgefüges von Simenons Paris und führe exemplarisch einige Einwohner der französischen Metropole vor, um einen Einblick in die Sitten und Gebräuche der Stadt sowie ihre Leidenschaften zu erlauben. Tilman Spreckelsen verliert auch das Opfer nicht aus dem Blickfeld: Die Reaktion der Arztgattin auf ihre tödliche Krankheit sei nicht Resignation, sondern ein ungehemmter Ausbruch von Lebenslust, was ihren Untergang letztlich nur beschleunige. Liebhaber wie Schmuck dienten ihr vor allem als Beweis, dass sie noch immer am Leben sei, doch die Menschen, an die sich in ihrer Verzweiflung klammert, blieben von ihr ungerührt. Welt und Wort sieht jedenfalls den Kommissar durch sein Gewissen getrieben, inkognito in den Fall einzugreifen, um die längst geahnte Auflösung zu beschleunigen.
Für den Journalisten Tilman Spreckelsen ist der Roman „die große Apotheose des Journalismus, er ist die Feier der gedruckten Welterklärung“. Erst, als der Kommissar nicht wie üblich die Presse mit Informationen versorge, sondern „hilflos und süchtig“ auf ihre Berichterstattung angewiesen sei, erschließe sich ihm deren Faszination, die zum Schluss in der Beobachtung eines Wirtes gipfelt: „Für ihn wie für viele andere war das gedruckte Wort der Zeitung wahr wie das Evangelium.“ Josef Quack verweist auf eine andere Stelle, an der sich Maigret Gedanken über die Motive der Leser von Sensationsberichten macht, und dabei zum Schluss kommt: „Geht es den Leuten nicht darum zu erfahren, wie weit der Mensch im Guten wie im Bösen gehen kann?“ Später verkündet er, was Frank Böhmert „Maigrets Credo“ nennt: „Kurz, die Leute sind nie so dumm, wie man meint.“

## Rezeption
The Illustrated London News erkannte in der Ausgangslage von Maigret amüsiert sich „einen hübschen Hintergrund zu einem wirkungsvollen, typischen kleinen Drama“. Elsbeth Pulver sah die Art, wie Maigret die Untersuchung aus der Ferne führt und dabei seinen Vertreter lenkt, ohne je seinen Namen ins Spiel zu bringen „so brillant beschrieben wie in anderen Romanen Simenons andere Untersuchungsabläufe auch“. Für Oliver Hahn ist Maigrets Urlaubsvergnügen „nicht nur für den Kommissar sehr amüsant, auch der Leser dürfte sich bei diesem Roman bestens unterhalten fühlen.“ Frank Böhmert beschrieb: „Ein bisschen sentimental und selbstironisch diesmal; eine schöne Abwechslung.“ Detlef Richter urteilte: „Ein wahres Meisterwerk der Krimiliteratur und eines der Besten aus der Maigret-Reihe.“ Auch Time & Tide las „vielleicht das beste aller Bücher über die Maigrets im Familienkreis“. The Spectator hingegen zog den Vergleich: „Gewöhnlicher statt erlesener Simenon-Wein, dennoch trinkbar.“
Die Romanvorlage wurde zweimal im Rahmen von Fernsehserien um den Kommissar Maigret verfilmt. 1963 bildete die 52. Folge Maigret’s Little Joke den Abschluss der britischen BBC-Serie Maigret mit Rupert Davies, der sechs Jahre später in der Verfilmung von Maigret verteidigt sich noch einmal in die Rolle des Kommissars schlüpfte. 1983 spielte Jean Richard die Titelrolle in einer Episode der französischen TV-Serie Les Enquêtes du Commissaire Maigret. Im Jahr 2019 las Walter Kreye für den Audio Verlag ein Hörbuch ein.

## Ausgaben
- Georges Simenon: Maigret s’amuse. Presses de la Cité, Paris 1957 (Erstausgabe).
- Georges Simenon: Maigret als Zuschauer. Übersetzung: Hansjürgen Wille und Barbara Klau. Kiepenheuer & Witsch, Köln 1958.
- Georges Simenon: Maigret als Zuschauer. Übersetzung: Hansjürgen Wille und Barbara Klau. Heyne, München 1966.
- Georges Simenon: Maigret amüsiert sich. Übersetzung: Renate Nickel. Diogenes, Zürich 1978, ISBN 3-257-20509-0.
- Georges Simenon: Maigret amüsiert sich. Sämtliche Maigret-Romane in 75 Bänden, Band 50. Übersetzung: Renate Nickel. Diogenes, Zürich 2009, ISBN 978-3-257-23850-1.
- Georges Simenon: Maigret amüsiert sich. Übersetzung: Hansjürgen Wille, Barbara Klau, Oliver Ilan Schulz. Kampa, Zürich 2019, ISBN 978-3-311-13050-5.